# Philo (série télévisée)
Pour les articles homonymes, voir Philo (homonymie).
Merlí: Sapere aude
#Philo (en catalan : Merlí), est une série télévisée catalane en quarante épisodes de 50 minutes créée par Héctor Lozano, réalisée par Eduard Cortés, diffusée du 14 septembre 2015 au 15 janvier 2018 sur TV3
Elle a été achetée par Netflix aux États-Unis pour être diffusée en Amérique en catalan et espagnol. En France, elle est diffusée à partir du 5 mai 2017 sur Ciné+ Famiz.
Elle fait l'objet d'une série dérivée intitulée Sapere aude.

## Synopsis
La série suit la vie d'un professeur de philosophie nommé Merlí Bergeron qui tente d'enseigner à ses élèves de lycée de manière non conventionnelle.
Chaque épisode de la série a pour thème et porte le nom d'un philosophe connu, le premier épisode étant par exception nommé pour les péripatéticiens.

## Distribution

### Enseignants
- Francesc Orella (VF : Gérard Rouzier) : Merlí Bergeron, professeur de philosophie
- Pere Ponce i Alifonso (ca) (VF : Jérémy Caussard)* : Eugeni Bosc, professeur de littérature
- Pau Durà (ca) (VF : Christophe Seugnet) : Toni (saison 1), directeur de l'Institut Àngel Guimerà
- Pep Jové (ca) : Santi (saison 1), professeur d'espagnol.
- Assun Planas : Glòria, épouse de Santi et professeur d'arts plastiques.
- Martha Marco (VF : Nathalie Bienaimé) : Gina Castells, coordinatrice
- Patrícia Bargalló i Moreira (ca) : Mireia, professeur de latin
- Mar del Hoyo (ca) : Laia (saison 1), professeur d'anglais
- Rubén de Eguía : Albert (saison 1), professeur de sport
- Pepa López (ca) : Coralina (S. 2)
- Ferran Rañé i Blasco : Manuel Millán (S. 2)
- Sandra Monclús : Elisenda (s. 2–3)
- Manel Barceló : Quima (S. 2–3)
- Carlota Olcina : Silvana (S. 3)
- Pau Vinyals : Gabriel « Gabi » Morales (S. 3)

### Élèves
- David Solans (VF : Patrick Pellegrin) : Bruno Bergeron, fils de Merlí.
- Carlos Cuevas (VF : Nicolas Villiers)* : Pol Rubio
- Candela Antón de Vez : Berta Prats
- Albert Baró (ca) (VF : Alexandre Fontaine)* : Joan Capdevila
- Adrian Grösser i Randeiro (ca) (VF : Alain Nicolas)* : Marc Vilaseca
- Marcos Franz (ca) (VF : Jean-Pierre Leblan) : Gerard Piguillem
- Pau Poch Álvarez (ca) (VF : Charles Lesson)* : Ivan Blasco, qui a été victime de harcèlement scolaire et souffre d'agoraphobie
- Júlia Creus i Garcia (ca) : Mònica de Villamore
- Iñaki Mur (ca) : Oliver Grau
- Laia Manzanares i Tomàs (ca) : Oksana Casanoves
- Cristina Colom : Diana
- Albert Bufill : Enric
- Clàudia Puntí : Laura
- Pol Hermoso : Uri
- Marc Arias : Xavi
- Rick Baster : Student

Version française
Direction artistique : Jay Walker
Adaptation : Lisa Rosier
version française (VF) selon le carton de doublage sur france.tv
- L'astérisque indique l'utilisation d'un pseudonyme pour le comédien de doublage en question.

## Adaptation en France
En France, la série La Faute à Rousseau est librement adaptée de la série #Philo. Elle est disponible sur France 2 depuis le 17 février 2021.